# Томас Коттл
Томас Коттл, есквайр (1761–1828) був адвокатом на острові Невіс. У 1822 році Томас почав будувати церкву для всіх людей на острові, включаючи рабів. Будівництво Церкви Коттл, як вона зараз називається, було завершено в 1824 році і відкрита вона була 5 травня того ж року. Він одружився з Френсіс Хаггінс, донькою Едварда Хаггінса, одного з найбагатших і найвпливовіших плантаторів Невісу.

## Читати далі
- Хаббард, Вінсент К. 2002. «Мечі, Кораблі та Цукор». Premiere Editions International, Inc. ISBN 1-891519-05-0. Повна історія Невіса. стор.156